# Halimatu Ayinde
Halimatu Ibrahim Ayinde (* 16. Mai 1995 in Kaduna) ist eine nigerianische Fußballspielerin.

## Karriere

### Verein
Ayinde spielte bis 2015 beim nigerianischen Erstligisten Delta Queens. Kurz nach der Weltmeisterschaft 2015 wechselte sie zum NWSL-Teilnehmer Western New York Flash, bei dem sie am 25. Juli gegen das Franchise der Houston Dash debütierte. Im Mai 2016 wurde Ayinde nach neun Einsätzen (ein Tor) von ihrem Franchise freigestellt und wechselte in der Folge zum belarussischen Champions-League-Teilnehmer FK Minsk. 2018 wechselte sie nach Schweden zu Asarums IF, welcher im Folgejahr aus der ersten schwedischen Liga abstieg. Sie schloss sich dem Eskilstuna United an. Aktuell spielt sie seit Ende August 2022 für den FC Rosengård in Malmö.

### Nationalmannschaft
Ayinde durchlief mehrere Nachwuchsnationalmannschaften des nigerianischen Fußballverbandes und nahm mit diesen unter anderem an den U-17-Weltmeisterschaften 2010 und 2012, sowie der U-20-Fußball-Weltmeisterschaft der Frauen 2014 teil, bei der sie erst im Finale an der deutschen Auswahl scheiterte. Mit der A-Nationalmannschaft nahm sie im Jahr 2014 siegreich an der Fußball-Afrikameisterschaft sowie 2015 an der Fußball-Weltmeisterschaft teil.
Am 16. Juni 2023 wurde sie für den nigerianischen Kader bei der Weltmeisterschaft 2023 nominiert, kam in zwei der vier Spiele ihres Teams zum Einsatz und schied mit der Mannschaft im Achtelfinale gegen die Engländerinnen aus.

## Erfolge
- 2014: Afrikameisterschaft